# Portada/article setembre 18

## El gran dia de Girona
El gran dia de Girona és una pintura a l'oli de grans dimensions (4,96 x 10,82 m) realitzada per Ramon Martí i Alsina. Tot i que no està datada, els experts la situen entre 1863 i 1864. És l'obra de cavallet més gran de la història de la pintura catalana. El procés de creació es va allargar gairebé 10 anys i va estar a punt de portar a la ruïna al seu autor en diverses ocasions. Actualment forma part de la col·lecció del Museu Nacional d'Art de Catalunya, i es troba exposada, en dipòsit, a la seu de la Generalitat de Catalunya a Girona, a l'església de l'antic Hospital de Santa Caterina.
El 1938, durant la Guerra Civil espanyola, el quadre va ser víctima d'uns bombardeigs mentre estava exposat al Palau de les Belles Arts de Barcelona. Per protegir-lo, va ser enrotllat i emmagatzemat en una de les sales de reserva del MNAC, esperant ser restaurat. Allà hi va romandre uns 70 anys, fins que finalment va ser restaurat entre 2009 i 2010.